# Fascismo japonês
O Estatismo (国家 主义 Kokka Shugi) no Japão Showa, por vezes, também conhecido como fascismo japonês (em japonês: 日本のファシズム Nihon no fashizumu) ou "Nacionalismo Showa" refere-se a um sincretismo político de ideologias políticas japonesas de direita pautado — como qualquer fascismo no período inclusive o nazismo — no anticomunismo e no antiliberalismo, de filosofia muito próxima do positivismo, desenvolvida ao longo de um período de tempo a partir da Restauração Meiji, e domina a política japonesa durante a primeira parte do período Showa (reinado de Hirohito). Estas ideias misturadas ao nacionalismo japonês e ideias do militarismo japonês de "capitalismo de Estado" livremente associado aos Estados Unidos, e foram propostos por um certo número de filósofos e pensadores políticos contemporâneos no Japão.
O fascismo japonês é um termo utilizado por alguns historiadores do Japão para definir o regime político que governou o Império do Japão desde o início da década de 1930 até o final da Segunda Guerra Mundial, em analogia com as ditaduras italiana e alemã no mesmo período.
A expressão é contudo um tema de controvérsia, com muitos autores negando que se possa falar em fascismo em referência ao Japão, preferindo termos como ultranacionalismo e militarismo.
As diferenças mais óbvias entre o regime de pré-guerra japonês sobre os seus homólogos italianos e alemães são os seguintes:
- A ausência de um ditador carismático, que encarna a relação direta entre a população e o poder.
- A ausência de um partido único como um indispensável instrumento de dominação de ditadores.
- A ausência de uma tomada violenta do poder, que marca com clareza a transição da democracia para a ditadura, como acontece no Reino de Itália com a Marcha sobre Roma ou na Alemanha de Weimar com o incêndio do Reichstag.
- A ausência de política econômica do revisionismo socialista.

Os historiadores que afirmam que se pode falar sobre fascismo no Japão argumentam que:
- A figura do ditador não era necessária no Japão, uma parte substituída pela figura sagrada do imperador, outros por uma partilha de poder e impessoalidade entre os diversos membros do governo, especialmente entre os funcionários da burocracia. Alguns historiadores, inclusive japoneses, preferem não falar de "fascismo imperial" ou "Tennosei-fashizumu".
- O partido único era desnecessário tendo em conta a classificação já substancial da população, através das associações cívicas e políticas relacionadas de várias formas ao governo (por exemplo, o tonarigumi).
- A tomada violenta do poder não ocorreu porque a transição de uma democracia fraca ao regime foi alcançada gradualmente, uma vez que, cessou a forte oposição política e sindical que foi combatida e suprimida, como era antes na Itália fascista e na Alemanha Nazista.

Também deve-se observar que os historiadores que argumentam que é legítimo falar sobre fascismo no Japão dão uma atenção particular à situação econômica do país, para as ligações entre economia e estruturas políticas autoritárias baseadas nos interesses dos grandes monopólios industriais, especialmente as forças armadas, seria quase que igualmente entre a Itália, Japão e Alemanha.